# Mack Horton
Mack Horton (n. 25 aprilie 1996, Melbourne, Victoria, Australia) este un înotător ce a reprezentat Australia, medaliat olimpic. A participat la 2 ediții ale Jocurilor Olimpice (2016, 2020) în care a câștigat o medalie de aur.